# Криниця (річка)
Крини́ця — річка в Україні, у межах Чортківському району Тернопільської області. Ліва притока Дністра (басейн Чорного моря).

## Опис
Довжина 11 км. Долина у верхній течії неглибока, нижче — вузька і глибока, місцями каньйоноподібна. Річище слабозвивисте, у верхів'ї часто пересихає. Заплава двобічна, місцями переривчаста. 

## Розташування
Криниця бере початок на північний захід від села Дорогичівка. Тече спершу на південний схід, далі — на південь. Впадає до Дністра на південь від села Шутроминці. 
Притоки: невеликі потічки. 
Над річкою розташовані села: Дорогичівка і Шутроминці. 